# T'Nia Miller
T'Nia Miller (Londen, 2 maart 1985) is een Engels actrice. Ze speelde in diverse films en series, waaronder Nine Nights, Sex Education en The Haunting of Bly Manor.

## Filmografie

### Film
- 2007: True to Form, als DS Morgan
- 2008: The Disappeared, als dokter
- 2009: Deadside, als Malika Mason
- 2012: Stud Life, als JJ
- 2018: Obey, als Chelsea
- 2019: Nine Nights, als Sylvie Johnson
- 2020: Good Thanks, You?, als Constable Stone
- 2023: Daylight Rules, als Jenn
- 2023: Gargoyle Doyle, als verteller / draak (stemrol)

### Televisie
- 2007: Dubplate Drama, als Nadine
- 2007: The Bill, als Mrs. Wakeford
- 2011: Holby City, als Fran Connolly
- 2014: Babylon, als moeder
- 2015: Banana, als Kay
- 2015: Cucumber, als Kay
- 2015: Doctor Who, als de generaal
- 2016-2018: Witless, als DC Wilton
- 2016-2018: Marcella, als Aleesha
- 2016: Guilt, als Helen Harris
- 2016: Hollyoaks, als Miss Dobson
- 2017: Death in Paradise, als Judith Dawson
- 2017: Born to Kill, als Lisa
- 2017: Doctors, als Bev Lomax
- 2018: Silent Witness, als DI Gibbs
- 2018: Dark Heart, als Gail Watkins
- 2019: Years and Years, als Celeste Bisme-Lyons
- 2019: Free Rein, als Claire Wright
- 2019: The Feed, als Charlie Morris
- 2020: Sex Education, als Maxine Tarrington
- 2020: The Haunting of Bly Manor, Hannah Grose
- 2021: La Fortuna, als Susan McLean
- 2021: Foundation, als Zephyr Halima Ifa
- 2022: The Peripheral, als Cherise Nuland
- 2023: The Diplomat, als Cecilia Dennison
- 2023: The Fall of the House of Usher, als Victorine LaFourcade
- 2024: Generation Z, als moeder van Charlie
- 2025: Gangs of London, als Simone Thearle

### Podcast
- 2022: Doctor Who: The Lost Stories, als Eileen Maitland
- 2024: Watch Dogs: Truth, als Connie